# Eutretosoma woodi
Eutretosoma woodi är en tvåvingeart som beskrevs av Mario Bezzi 1924. Eutretosoma woodi ingår i släktet Eutretosoma och familjen borrflugor. Inga underarter finns listade i Catalogue of Life.